# Жирар, Самюэль (хоккеист)
Самюэль Жирар (фр. Samuel "Sam" Girard; 12 мая 1998, Роберваль, Квебек, Канада) — канадский хоккеист, защитник клуба НХЛ «Колорадо Эвеланш». Обладатель Кубка Стэнли 2022 года.

## Карьера
На юношеском уровне отыграл 3 сезона в команде QMJHL «Шавиниган Катарактез» и в сезоне 2015/16 получил награду Эмиль Бушар Трофи, которая вручается лучшем защитнику лиги. На драфте НХЛ 2016 года он был выбран во 2-м раунде под общим 47-м номером клубом НХЛ «Нэшвилл Предаторз», а 29 сентября того же года подписал трёхлетний контракт новичка с «хищниками».
Дебютировал в НХЛ 10 октября 2017 года в матче против «Филадельфия Флайерз», в этом же матче он набрал свой первый балл за результативность, отдав голевую передачу на нападающего Нэшвилла Филипа Форсберга. Вскоре после своего дебюта в НХЛ Сэм забил первый гол, случилось это 12 октября 2017 года в матче против «Даллас Старз», в ворота голкипера Бена Бишопа. 5 ноября 2017 года он стал частью трёхсторонней сделки между «Оттава Сенаторз», «Нэшвилл Предаторз» и «Колорадо Эвеланш», перейдя в стан «лавин».
31 июля 2019 года подписал новый контракт с «Колорадо» на 7 лет и $ 35 млн со среднегодовой зарплатой $ 5 млн.